# Vágafjørður
Vágafjørður är ett sund i Färöarna (Kungariket Danmark).   Det ligger i sýslan Streymoyar sýsla, i den centrala delen av landet, 14 km väster om huvudstaden Tórshavn.